# Cecile Isabelle Gonzaga
Cecile Isabelle Gonzaga Prinses van het Heilig Roomse Rijk, Markiezin van Mantua, Vrouwe van Helmond. Was telg uit een rijk Italiaans geslacht. Ze was gehuwd met Emond van Cortenbach die heer was van Helmond, en er een financieel wanbeleid op na hield.
Toen Emond in 1681 stierf, was de erfdochter, Isabelle Félicité van Cortenbach, nog slechts drie jaren oud. Daarom nam Cecile Isabelle de voogdij van de heerlijkheid op zich in naam van haar dochter. Ook de financiële schuldenlast kwam daardoor op haar schouders terecht. Om deze lasten te kunnen dragen trouwde ze in 1683 met Antoine Udalrique van Arberg.
Hiermee ging de heerlijkheid na bijna drie eeuwen over van de familie Van Cortenbach op de familie Van Arberg.